# Arondismentul Arcis-sur-Aube
Arondismentul Arcis-sur-Aube (în franceză Arrondissement d'Arcis-sur-Aube) a fost un arondisment din departamentul Aube, regiunea Champagne-Ardenne, Franța, care a existat între anii 1800–1926.